# Death/doom metal
Death/doom metal (ou simplesmente death/doom) é um gênero musical de fusão que mistura o doom metal de bandas como Candlemass com o death metal de bandas como Death e Morbid Angel. Essa mistura incorpora um andamento lento, os riffs inspirados no Black Sabbath e o clima melancólico do doom metal, juntando-os à agressividade, os vocais guturais e os riffs atonais do death metal. Os temas líricos recorrentes são melancolia, escuridão e miséria da condição humana, criando uma atmosfera mórbida e sombria. O gênero teve seu auge no início da década de 90, e durante a década de 2000 teve um ressurgimento com bandas que apresentaram uma nova caracterização sonora ao mesmo, como a adição de uma sonoridade ambiente e mais melódica.

## História

### Primeiras manifestações
No final da década de 80 houve as primeiras manifestações do que seria o sub-gênero do Metal conhecido por Death Metal, com bandas como  Possessed,  Death,  Morbid Angel,  Obituary, entre outras, ao passo que praticamente ao mesmo tempo houve o surgimento de bandas como Sempiternal Deathreign,  Autopsy,  Asphyx, Delirium,  Winter, Paradise Lost e  Sentenced, que executavam uma forma de Death Metal mais lenta e sombria, dando os primeiros passos do que viria a ser o Death/Doom Metal.
É importante atentar para o fato de, até então, não haver a noção da "existência" Death/Doom Metal tal como veio a ter-se pouco à frente e, por isso, essas bandas eram rotuladas apenas como Death Metal, embora um pouco diferente do executado por bandas como as da Flórida.

### Consolidação e expansão

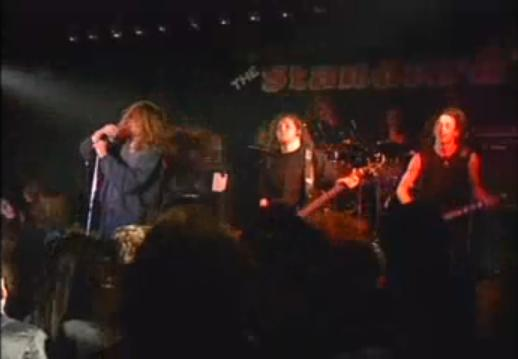
O Paradise Lost em 1991, nos primórdios do Death/Doom Metal.

Foi somente com o desenvolvimento de uma sonoridade advinda dos entornos da cidade de Liverpool, na Inglaterra, de bandas como o Paradise Lost, com suas músicas mais elaboradas, assim como o My Dying Bride e o Anathema -  as chamadas bandas do "Northern Doom" -, que houve a consolidação do que viria a ser conhecido por Death/Doom Metal.
O Northern Doom buscou influências no Doom Metal tradicional de bandas como o Trouble, o Candlemass, o Solitude Aeturnus, dentre outras, bem como dos suíços do Celtic Frost, que resultou em andamentos ainda mais lentos, aspectos ainda mais sombrios, além dos arranjos fúnebres. Também retiraram influência no Gothic Rock de grupos como Joy Division,  Bauhaus,  The Sisters of Mercy,  The Cure e The Cult,  das quais foram adquiridas as frases e os dedilhados em tonalidades menores, incorporou também a estética gótica. Dessa forma, o Death/Doom Metal foi se estabelecendo como subgênero musical.

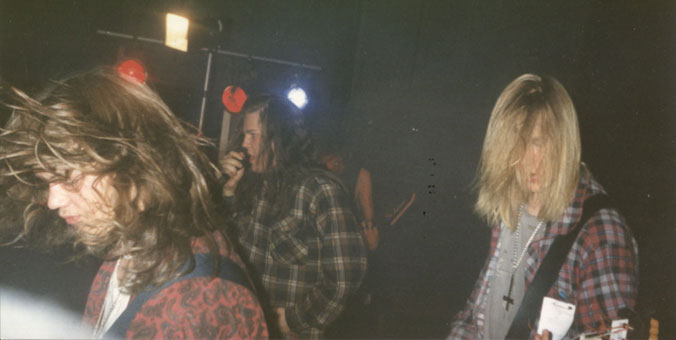
O Amorphis em 1992, durante o auge do Death/Doom Metal.

No começo da década de 90, a partir dessa consolidação, e com o lançamento de álbuns como o Lost Paradise de 1990 e o Gothic de 1991, ambos do Paradise Lost, do EP Symphonaire Infernus et Spera Empyrium e do álbum As the Flower Withers de 1992, ambos do My Dying Bride, e do EP The Crestfallen de 1992 do Anathema, essas bandas do Northern Doom, bem como o Tiamat com o lançamento dos seus álbuns The Astral Sleep de 1991 e o Clouds de 1992, o Cathedral com o lançamento do seu álbum Forest of Equilibrium de 1991, o The Gathering com o lançamento do seu álbum Always... de 1992 e do Amorphis com o lançamento do seu álbum The Karelian Isthmus de 1992, começa a aparecer, principalmente no norte da Europa,  uma grande quantidade de bandas executando e lançando álbuns do agora sub-gênero Death/Doom Metal.
Entre as novas bandas do emergente Death/Doom que começaram a surgir e a lançar seus álbuns, temos a neerlandesa Celestial Season com o lançamento Forever Scarlet Passion (1993), a alemã Crematory com o lançamento Transmigration (1993), a banda australiana Disembowelment com o lançamento Transcendence into the Peripheral (1993), a banda sueca Katatonia com o lançamento do Dance of December Souls (1993), embora esse álbum seja de fato no estilo Black/Doom Metal, no entanto é associado ao contexto do Death/Doom Metal, o Katatonia só iria lançar um álbum no estilo Death/Doom Metal em 1996, com o Brave Murder Day, a banda australiana de temática cristã Paramaecium com o Exhumed of Earth (1993), a banda finlandesa Unholy com o From the Shadows (1993), a banda israelense Orphaned Land com o Saharao (1994), a banda israelense Salem com o Kaddisha (1994), a banda grega Septicflesh com o Mystic Places Of Dawn (1994) e a banda americana Novembers Doom com o Amid Its Hallowed Mirth (1995).

Capa do álbum Gothic de 1991 da banda Paradise Lost, principal responsável pelo desenvolvimento do Gothic Metal, gênero que atraiu muitas das bandas do Death/Doom Metal.

### Mudanças e declínio

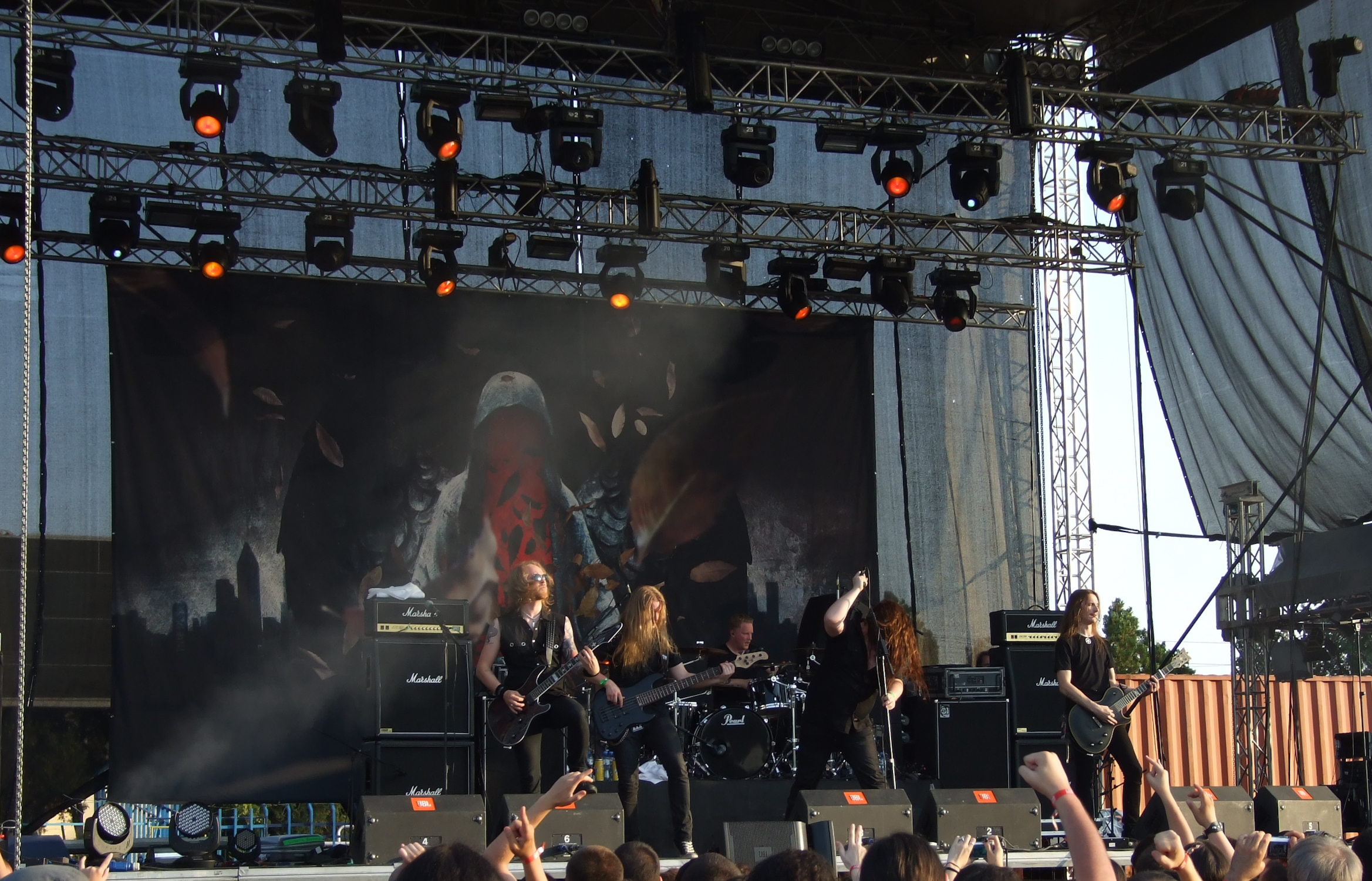
A banda Katatonia, que mudou significativamente o seu estilo musical, rompendo as barreiras do Death/Doom Metal.

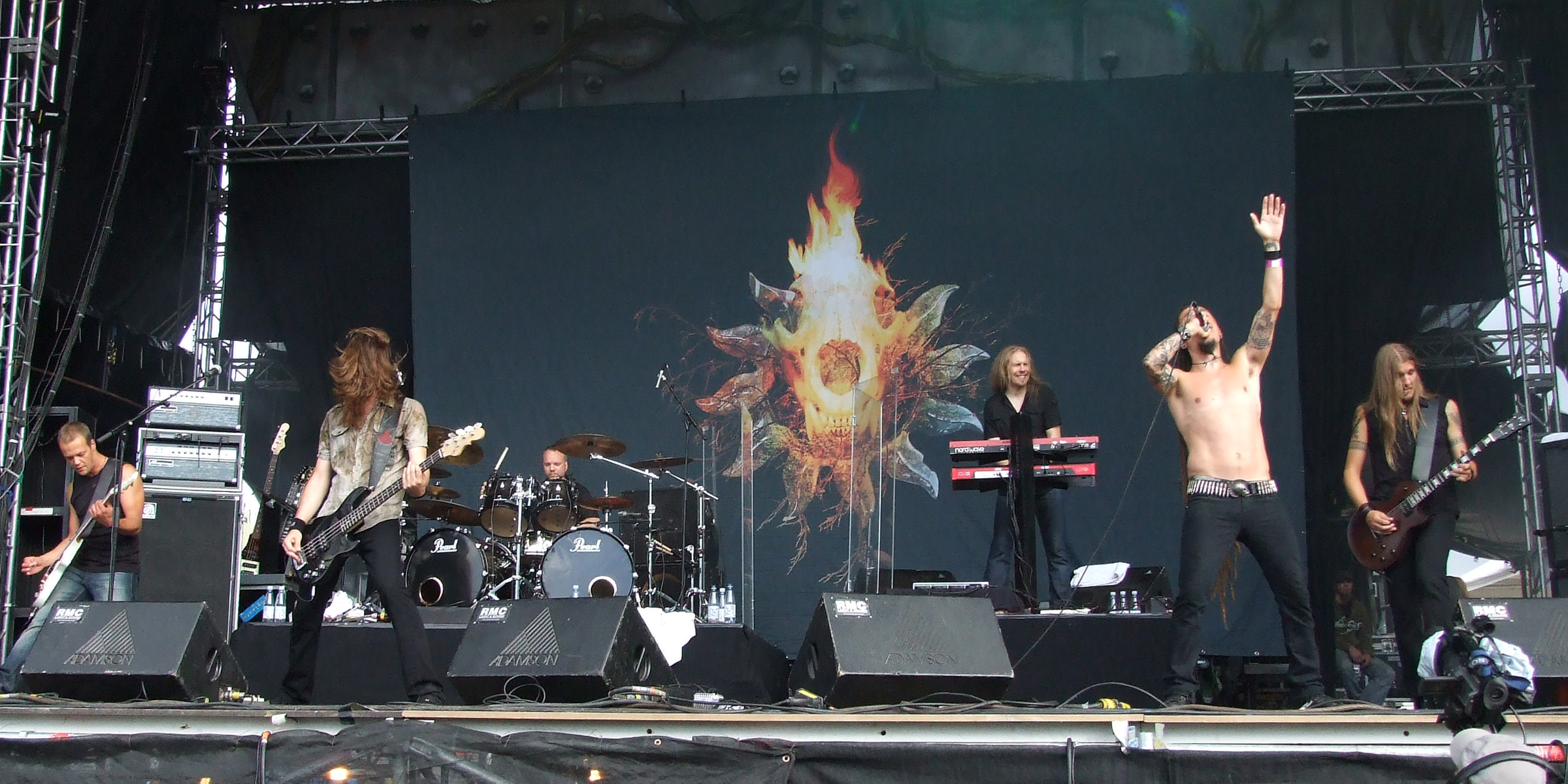
A banda Amorphis, que explorou novos horizontes musicais, indo para além do Death/Doom Metal.

Entre o começo e a metade da década de 90, mais precisamente entre os anos de 1993 e de 1994, embora estivesse havendo uma enorme quantidade de lançamentos de álbuns e mesmo de surgimento de bandas, o Death/Doom Metal começava a demonstrar o seu enfraquecimento, com muitas de suas bandas parando e mesmo passando para outros estilos musicais, como o então criado Gothic Metal, gênero esse derivado do próprio Death/Doom Metal, a partir de bandas como o Paradise Lost, sua principal precursora, em que desde o seu segundo laçamento, o álbum Gothic de 1991, já havia ido além de uma simples influência do Gothic Rock, indo de fato de encontro com o que começava a desenvolver-se, o já citado Gothic Metal. Além do Paradise Lost, outras bandas que tenderam ao gótico foram as também do Northern Doom My Dying Bride e Anathema, embora tenham seguido caminhos diferentes, tendo o My Dying Bride seguido no estilo Gothic/Doom Metal, enquanto que o Anathema embora tenha inicialmente tendido para o gótico, pouco depois, cada vez mais foi incorporando elementos do rock progressivo, até que definitivamente estabeleceu-se no rock progressivo.
A banda Tiamat também foi tendendo ao gótico, até que com o lançamento do álbum A Deeper Kind of Slumber de 1997, definitivamente passou para o gothic metal.
A banda The Gathering já desde o seu primeiro álbum Always... de 1992 vinha tal como o Paradise Lost em forte encontro com o gótico, e tendo sido ao lado do Paradise Lost uma grande precursora do sub-gênero também derivado do Death/Doom Metal conhecido como A Bela e a Fera. Com o passar do tempo passaram a executar um Doom Metal mais atmosférico, e que com o tempo cada vez mais foram incorporando elementos do Rock Progressivo e do Shoegaze, até que definitivamente romperem não só com o Doom Metal, mas com o Metal.
Algumas bandas foram ainda mais longe, rompendo de fato com as barreiras do Death/Doom Metal e do Gothic Metal, indo em direção a estilos próprios, ainda que com influências dos mesmos. Foi o caso de bandas como o Amorphis, que acrescentou a sua sonoridade características progressivas e folclóricas, e da banda Katatonia, que acrescentou a sua sonoridade características alternativas. Após as mudanças, as duas bandas figuraram-se entre as mais bem sucedidas comercialmente vindas do Death/Doom Metal.
Também foi notório o caso da banda Orphaned Land, que de uma vez por todas assumiu uma sonoridade associada a música do Oriente Médio, ou seja, passaram para uma forma do Folk Metal, tendo inclusive sido precursora do mesmo.
Muitas outras bandas do Death/Doom Metal mudaram para os mais variados estilos musicais, sejam eles estilos que ajudaram a desenvolver, sejam eles estilos que assumiram, tanto estilos de Metal, quanto estilos de fora do Metal.

### O death/doom durante o seu declínio
Entre o meio e pouco após do meio da década de 90, o Death/Doom Metal que estava em intenso declínio, em consequência do término de muitas de suas bandas, assim como pela mudança musical de muitas outras, como já citado mais acima, como o Paradise Lost, o My Dying Bride, o Anathema e o Tiamat, que agora desbravavam, de alguma forma, os primórdios do gênero Gothic Metal, além de outras como o Amorphis e o Katatonia, que poliam seus próprios estilos musicais, et cetera, ainda assim, surgiram bandas, bem como lançaram álbuns, como o Dissolving of Prodigy com o lançamento do álbum Lamentations Of Innocents em 1995, o Maleficium com o lançamento do álbum This Illusion of Humanity em 1995, o Cryptal Darkness com o lançamento do álbum Endless Tears em 1996, o Estatic Fear com o lançamento do álbum Somnium Obmutum em 1996, o Flowing Tears & Withered Flowers com o lançamento do álbum Swansongs em 1996, o Saturnus, a que obteve maior significância e alcance entre essas aqui citadas, com o lançamento do álbum Paradise Belongs to You em 1996, o Morgion com o lançamento do álbum Among Majestic Ruin em 1997 e o October Tide, formada por integrantes do Katatonia, daí terem tido maior repercussão e serem tão parecidas, com o lançamento do álbum Rain Without End em 1997.
Ainda assim, muitas dessas bandas que surgiram e lançaram álbum no sub-gênero Death/Doom Metal mudaram o seu estilo musical e ou acabaram, tendo desdas tido maior prosperidade dentro do Death/Doom Metal a banda dinamarquesa Saturnus e a banda sueca October Tide.

### Ressurgimento

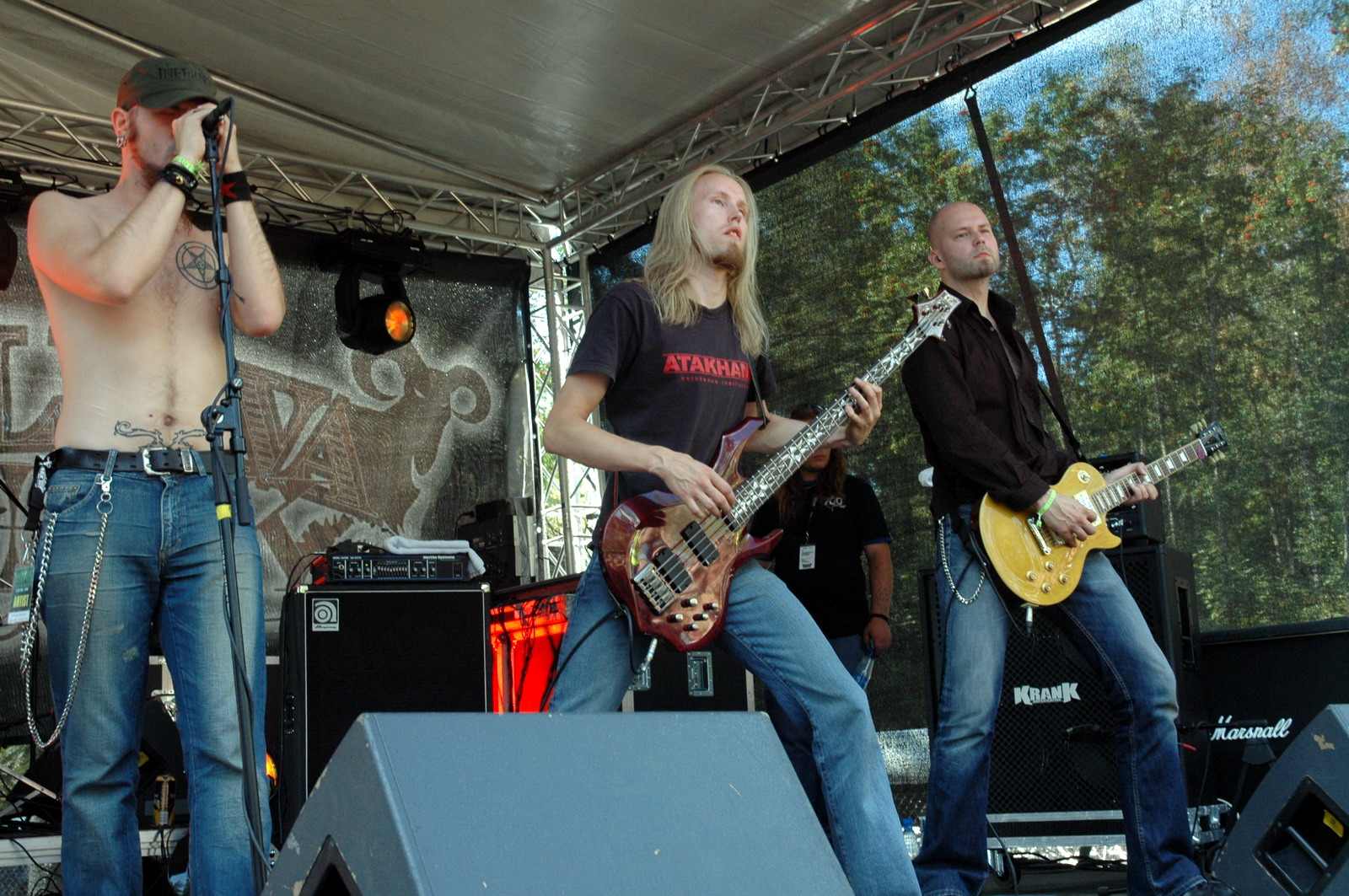
A banda finlandesa Swallow the Sun, umas das mais populares bandas do Melodic Death/Doom Metal.

Pouco após o começo da década de 2000 houve a ascensão de uma nova onda de Death/Doom Metal, com bandas na qual apresentaram uma sonoridade bem mais melódica em relação as anteriores, assim como muitas adicionaram uma sonoridade ambiente as suas músicas, que em muitas vezes assemelham-se a trilhas sonoras de filmes de suspense, e sendo por tudo isso, rotuladas por bandas de Melodic Death/Doom Metal.
Essa sonoridade, melódica, teve como precursoras algumas bandas nascidas em torno da metade da década de 90, como o Dissolving of Prodigy, o Saturnus e o October Tide, além do próprio Katatonia, assim como a banda finlandesa Rapture, que assim como as demais citadas por qui, já no fim da década de 90 vinham desenvolvendo tal sonoridade.
Entre as principais bandas do conhecido Melodic Death/Doom Metal estão o Before The Dawn, o Before the Rain, o Dark The Suns, o Daylight Dies, o Rapture, o Slumber, o Swallow the Sun, o Wine from Tears, et cetera.
É ainda notável destacar que, dessa onda melódica, muitas bandas tomam como base o estilo do Katatonia do fim da década de 90, adicionando o vocal gutural, sendo essas, então, menos melódicas e menos complexas em termos musicais quando comparadas as demais que exploram de fato a sonoridade ambiente.

## O death/doom no Brasil
No Brasil, o sub-gênero Death/Doom Metal ficou restrito ao underground, e ainda assim, nunca tendo tido popularização entre os fãs da música pesada. Das poucas bandas que tiveram alguma repercussão, destacam-se a paulista Adagio, a piauiense Anno Zero, a paranaense Eternal Sorrow, a paulista Genocídio, a Paraibana Medicine Death, a piauiense Monasterium, a paulista Mythological Cold Towers e a paulista Pentacrostic.
Na década de 2000 surgiram bandas explorando uma sonoridade mais melódica também no Brasil.
Representando o Funeral Death Doom, no sul do país existiam as bandas VULKRO e LACHRIMATORY, respectivamente de São José - Santa Catarina e Curitiba - Paraná. A primeira era uma banda, inicialmente, formada por quatro integrantes, com a saída do vocalista, o baixista Alex Pazetto assumiu função de frontman e em trio percorreram os principais festivais nacionais. Ainda na figura de Alex Pazetto a cena underground florianopolitana sobreviveu perante os shows, que eram feitos em escala de tamanho em pequeno e grande porte.
A banda curitibana tocou por diversas vezes na região da Grande Florianópolis, no antigo Coliseum, um dos principais bares de metal na segunda metade dos anos 2000.
Atualmente VULKRO encontra-se em hiato. Alex retornou para a formação do trio e alguns ensaios ocorreram, mas não há uma previsão de novos trabalhos.

## Bandas notáveis do estilo

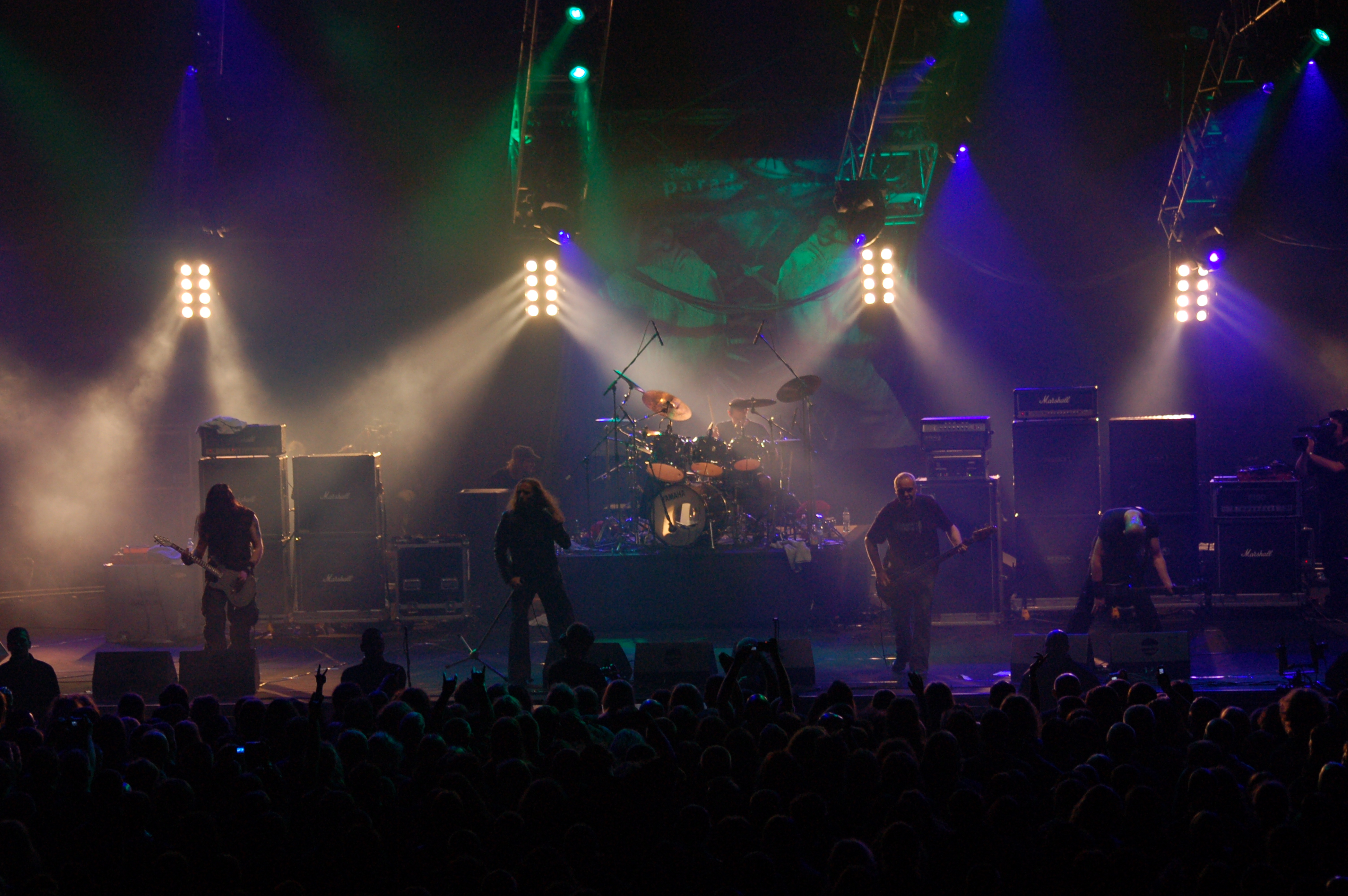
A banda inglesa Paradise Lost, uma das precursoras do Death Doom Metal.

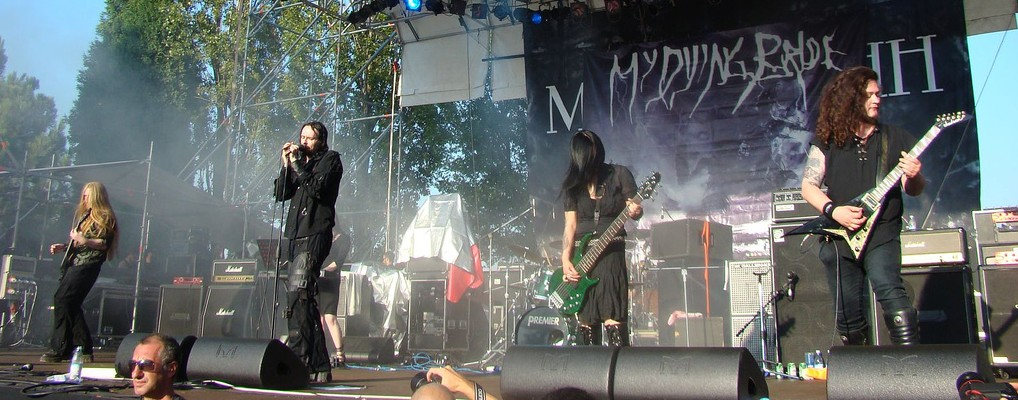
A banda inglesa My Dying Bride, uma das precursoras do Death Doom Metal.

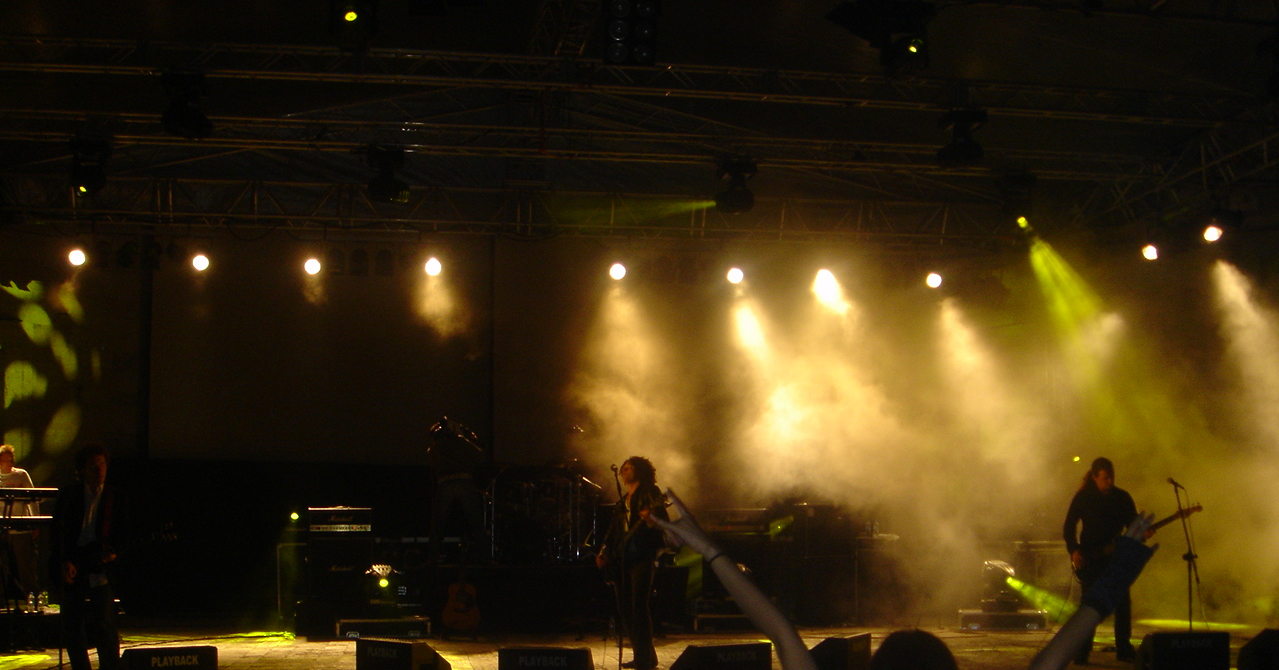
A banda inglesa Anathema, uma das precursoras do Death Doom Metal.

Algumas das bandas abaixo contribuíram com apenas um álbum para o estilo
| Banda                     | País        | Formação | Notas              |
| ------------------------- | ----------- | -------- | ------------------ |
| Amorphis                  | Finlândia   | 1990     | [ 1 ] [ 2 ]        |
| Anathema (no início)      | Reino Unido | 1990     | [ 1 ] [ 3 ]        |
| Asphyx                    | Holanda     | 1987     | [ 4 ]              |
| Autopsy                   | EUA         | 1987     | [ 5 ]              |
| Cathedral (no início)     | Reino Unido | 1989     |                    |
| Celestial Season          | Holanda     | 1991     | [ 5 ]              |
| Crematory                 | Alemanha    | 1991     |                    |
| Daylight Dies             | EUA         | 1996     | [ 6 ] [ 7 ]        |
| Disembowelment            | Austrália   | 1989     | [ 1 ] [ 5 ] [ 8 ]  |
| Draconian                 | Suécia      | 1994     | [ 9 ]              |
| Esoteric                  | Reino Unido | 1992     | [ 10 ]             |
| Evoken                    | EUA         | 1994     | [ 11 ]             |
| The Gathering (no início) | Holanda     | 1989     | [ 1 ] [ 12 ]       |
| Incantation               | EUA         | 1989     | [ 5 ]              |
| Katatonia                 | Suécia      | 1991     | [ 13 ] [ 14 ]      |
| Morgion                   | EUA         | 1990     | [ 1 ] [ 5 ] [ 15 ] |
| My Dying Bride            | Reino Unido | 1990     | [ 1 ] [ 5 ] [ 16 ] |
| Novembers Doom            | EUA         | 1989     | [ 5 ] [ 17 ]       |
| Opera IX                  | Itália      | 1988     | [ 18 ]             |
| Orphaned Land             | Israel      | 1991     | [ 19 ]             |
| Paradise Lost (no início) | Reino Unido | 1988     | [ 1 ] [ 5 ] [ 20 ] |
| Paramaecium               | Austrália   | 1990     | [ 21 ]             |
| Rapture                   | Finlândia   | 1997     | [ 22 ]             |
| Runemagick                | Suécia      | 1990     | [ 23 ]             |
| Saturnus                  | Dinamarca   | 1991     | [ 5 ]              |
| Sentenced                 | Finlência   | 1989     |                    |
| Septicflesh               | Grécia      | 1990     |                    |
| Skepticism                | Finlândia   | 1991     | [ 5 ] [ 8 ]        |
| Swallow the Sun           | Finlândia   | 2000     | [ 24 ]             |
| Thergothon                | Finlândia   | 1990     | [ 5 ] [ 8 ]        |
| The Third and the Mortal  | Noruega     | 1992     | [ 25 ]             |
| Thorr's Hammer            | EUA         | 1994     | [ 26 ]             |
| Tiamat                    | Suécia      | 1988     |                    |
| Unholy                    | Finlândia   | 1990     | [ 5 ] [ 8 ]        |
| Winter                    | EUA         | 1988     | [ 1 ] [ 5 ] [ 27 ] |